# 库尔兰包围战

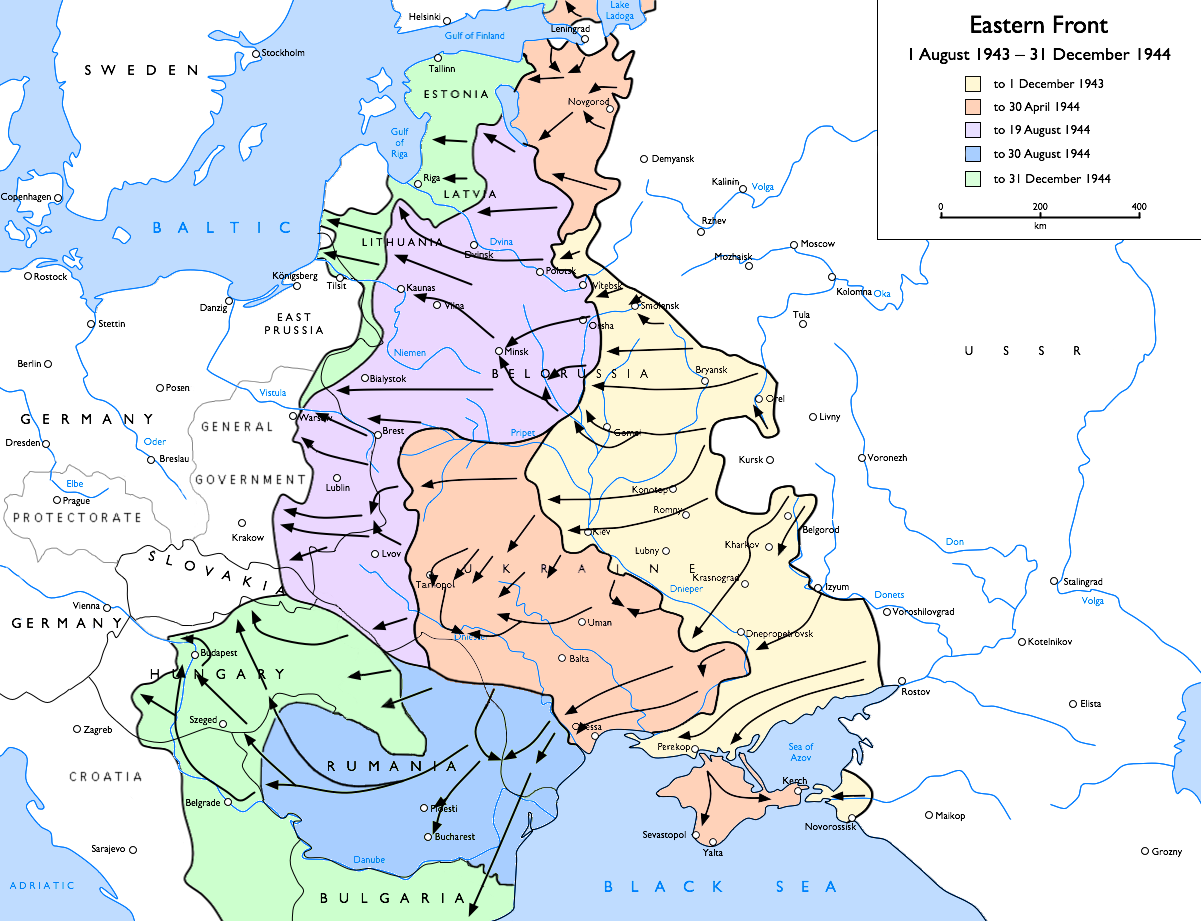
蘇聯於1943年8月1日至1944年12月31日在德蘇戰爭的進展

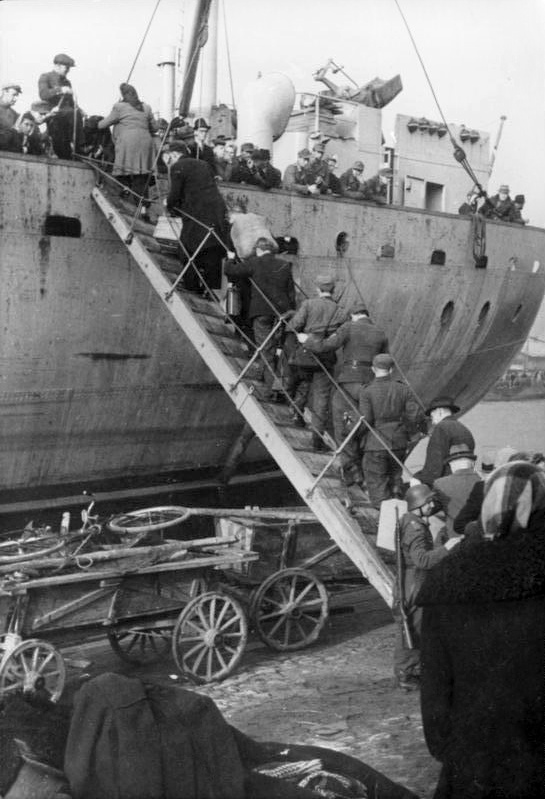
1944年10月19日的難民從文茨皮爾斯撤離

庫爾蘭在今拉脱维亚的位置

库尔兰包围战，指第二次世界大战德蘇战争末期，蘇軍在库尔兰对轴心国势力的阻击和包围，指挥官为霍夫汉内斯·巴格拉米扬将军。
口袋阵在蘇军波罗的海攻势中接近梅梅尔（克莱佩达）时形成，这次行动成功地将德国北方集团军从同部署在拉脱维亚图库姆斯和利耶帕亚的其他德军重孤立出来。该部队后联合中央集团军残部，于1945年1月25日重组改称庫爾蘭集團軍，但仍始终被围困于库尔兰半島。
当德軍最终于5月8日向同盟國宣布正式投降时，他们仍处于“消息封鎖”状态，所以并未得到上级命令。直至两天后的5月10日库尔兰集团军才宣布投降，这也是欧洲最后投降的几个德軍部队之一。

## 背景
庫爾蘭，其位於波羅的海地區東岸，在1941年被北方集團軍攻佔。在之後的兩年，北方集團軍盡了他們最大的努力，嘗試拿下列寧格勒，但這並沒有成功。1944年1月蘇軍解除德軍的包圍，取得列寧格勒圍城戰的勝利。
1944年6月22日蘇軍在白俄羅斯展開戰略進攻，這次進攻被蘇軍命名為巴格拉基昂行動。這次進攻旨在從德軍手中解放整個白俄羅斯蘇維埃社會主義共和國。巴格拉基昂行動取得了極大的成功，並幾乎殲滅了整個中央集團軍，這次進攻於8月29日結束。
在這次進攻的最後階段（考納斯攻勢以及希奧利艾攻勢），蘇軍攻到了波羅的海海岸，切斷了北方集團軍與中央集團軍的連結。
在巴格拉基昂行動結束之後，蘇軍仍繼續清剿波羅的海海岸。儘管德軍嘗試恢復當地的防線（多波爾科夫行動）。但蘇軍發動梅梅爾戰役，佔領了梅梅爾。將北方集團軍徹底孤立。

## 庫爾蘭橋頭堡戰役
1944年10月9日蘇軍抵達梅梅爾，這裡位於波羅的海岸邊。這讓北方集團軍對德國東普魯士地區的聯繫被切斷。希特勒的軍事顧問、德國總參謀部的參謀總長海因茨·古德里安向阿道夫·希特勒要求將北方集團軍自波羅的海地區撤出，並將其重新布署在中歐。然而希特勒拒絕這請求並要求當地德軍固守庫爾蘭以及愛沙尼亞的島嶼如希烏馬島以及薩雷馬島。
希特勒認為這樣將能保護德國在波羅的海的潛艇基地，而且希特勒到了這時仍然相信德國將會勝利：他認為海軍元帥鄧尼茨的XXI級潛艇可以為德國帶來大西洋海戰的勝利，從而使同盟國退出西歐戰場，這樣德國就能集中力量在東線戰場了，接著庫爾蘭就能成為德軍新攻勢的發起地。
希特勒拒絕從庫爾蘭撤兵，使得第16軍團以及第18軍團大部分的，高達200,000名的兵力被包圍在庫爾蘭，這裡在德國被稱作「庫爾蘭橋頭堡」。在這裡一共有23個德國師，受費迪南德·舍納爾大將指揮，當時這些部隊分散在從里加到利包的地帶，因此舍納爾決定這些部隊撤入利於防守的庫爾蘭，從而放棄里加
。
蘇軍於1944年10月15日至1945年4月4日，對駐庫爾蘭的德軍及拉脫維亞軍發動6次進攻。
德軍在波羅的海攻勢（1944年9月14日至11月24日）以及默默爾戰役這兩場戰役中撤入庫爾蘭。

### 第一次進攻
於1944年10月15日至22日進行，在此之前北方集團軍已於10月11日放棄里加，而波羅的海第3方面軍則在10月13日拿下里加，稍後北方集團軍成功守住了防線。

### 第二次進攻
於10月27日至11月25日進行，蘇軍投入了52個師，嘗試突破德軍防線並攻向斯克倫達和薩爾杜斯，同時蘇軍攻擊利耶帕亞的東南方。在11月1日至15日蘇軍投入了80個師，嘗試突破長約12公里寬的防線。儘管蘇軍在兵力上有10:1的優勢，但蘇軍最後只取得長4公里－12公里的狹長地帶。

### 第三次進攻
此次進攻也被稱作「聖誕節攻勢」，這次進攻於12月21日展開，蘇軍對薩爾杜斯附近的德軍發動進攻，蘇聯波羅的海第2方面軍以及波羅的海第1方面軍分別在戰場北部及南部，對德軍發動封鎖並嘗試削弱庫爾蘭德軍。在這場戰役中，蘇德雙方的拉脫維亞部隊：蘇聯第22軍以及親衛隊第19師，各自為自己的長官戰鬥。這次進攻於12月31日結束，蘇軍攻佔了少量土地，但付出了大量人員傷亡，以及損毀了大量的坦克和飛機。

### 第四次進攻
1945年1月15日北方集團軍被重新命名為庫爾蘭集團軍，由洛塔爾·倫杜利克上將指揮。同時海因茨·古德里安獲得希特勒的同意，將7個師從庫爾蘭撤出，然而希特勒仍然拒絕從庫爾蘭完全撤出。1月23日蘇軍對德軍防線發動進攻，準備攻向利耶帕亞及薩爾杜斯，蘇軍嘗試攻下位於巴爾塔河的橋頭堡，但被德軍成功阻止。

### 第五次進攻

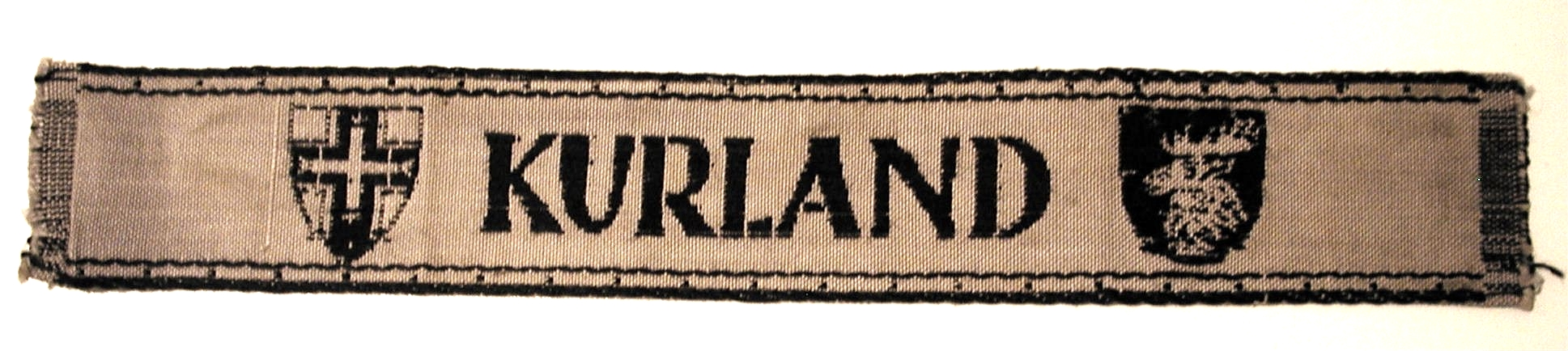
庫爾蘭袖章

2月12日蘇軍再次展開進攻，3月12日進攻結束，蘇軍只攻佔了包含普列庫萊在內的少量土地，蘇軍承受了70,000人傷亡、損毀了608輛坦克和178架飛機。

### 第六次進攻
3月16日蘇軍展開最後一次進攻，進攻持續到3月30日，蘇軍承受了74,000人傷亡、損毀了263輛坦克，德軍在薩爾杜斯的防線被向後推了數里，德軍的親衛隊第19師還從蘇軍手中奪回少量土地。

### 庫爾蘭集團軍的投降

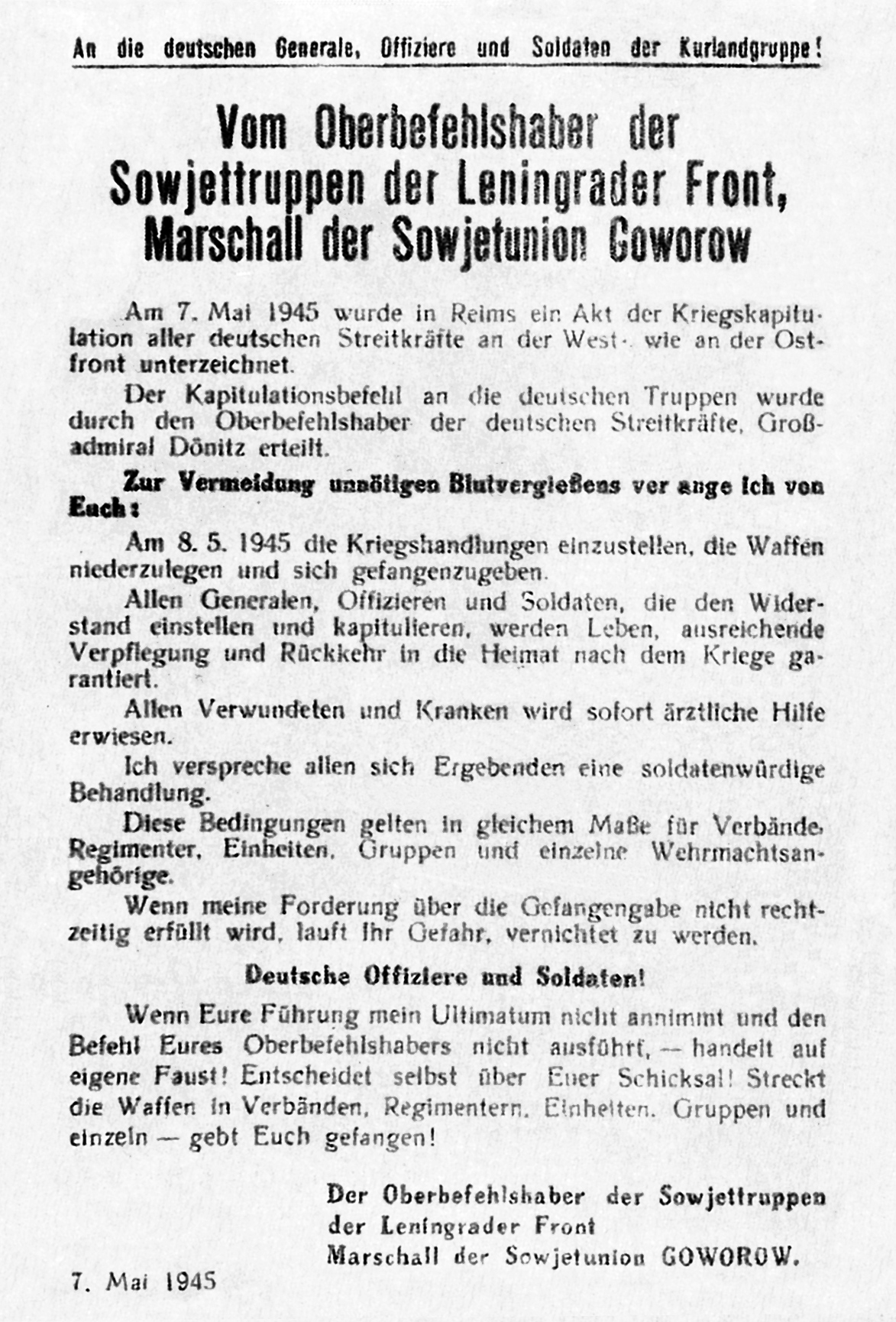
苏军的最后通牒

5月8日德國的國家元首兼聯邦大總統卡爾·鄧尼茨下令庫爾蘭集團軍總司令卡爾·希爾佩特陸軍大將投降，於是他的幕僚以及軍隊向蘇聯元帥，同時也是列寧格勒方面軍總司令的列昂尼德·亞歷山德羅維奇·戈沃羅夫投降，這時庫爾蘭集團軍仍有27個師和1個旅。
同時德軍也收到蘇軍要求他們投降的指示，5月9日蘇軍開始接收投降的德軍，所有德軍都成了俘虜。
5月12日大約135,000名德軍已經投降，5月23日蘇軍已徹底吸收庫爾蘭境內的德軍，大約180,000名德軍成為俘虜，這些俘虜將被送到瓦爾代高地集中營。
投降时的战斗序列：
- 库尔兰集团军群司令卡尔·希尔伯特步兵上将；
- 库尔兰集团军群参谋长弗里德里希·福尔奇中将；
- 库尔兰集团军群后勤部长奥托·弗里德里希·劳瑟少将；
- 库尔兰集团军兽医处处长凯勒中将；
- 第16集团军司令沃尔卡默·冯·基琴西滕巴赫中将；
- 第18集团军司令埃伦弗里德·奥斯卡·博格中将；
- 第1军司令乌泽尔中将；
- 第2军司令高斯中将；
- 第10军司令托马斯基炮兵上将；
- 第16军司令韦伯中将；
- 第38军司令赫尔佐格炮兵上将；
- 第11步兵师师长费耶阿本德中将；
- 第24步兵师师长舒尔茨少将；
- 第30步兵师师长亨泽少将；
- 第81步兵师师长弗朗茨·埃卡德·冯·本蒂维尼中将；
- 第87步兵师师长斯特拉赫维茨中将；
- 第121步兵师师长奥托马尔·汉森少将；
- 第122步兵师师长沙茨少将；
- 第126步兵师师长黑林少将；
- 第132步兵师师长戴米少将；
- 第205步兵师师长吉泽少将；
- 第218步兵师师长兰克中将；
- 鲍尔少将；
- 第225步兵师师长里瑟少将；
- 第263步兵师师长赫曼少将；
- 第300特种步兵师师长埃伯特少将；
- 第329步兵师师长门克尔中将；
- 第563人民掷弹兵师师长诺伊曼中将；
- 空军第21野战师某战斗群指挥官奥托·巴特少将；
- 库尔兰要塞区指挥官班德中将；
- 第19拉脱维亚师师长布鲁诺·斯特雷肯巴赫集團領袖；
- 第12装甲师师长霍斯特·冯·乌瑟多姆少将；
- 第14装甲师师长卡尔-马克斯·格雷塞尔上校；
- 利包指挥官穆勒少将。

## 后续
1945年5月9日，伊万·巴格拉米扬将军在拉脱维亚西南部的埃泽尔庄园（Ezere）接受德军投降。根据俄罗斯的记录，146,000名德国和拉脱维亚军队被俘，其中包括28名将军和5,083名军官，他们被带到苏联内地的难民营并被监禁多年。目前的学术统计显示，投降者人数约为190,000人：189,112名德国人，其中包括42名将军（其中包括1947年在苏联战俘营被枪决的德国指挥官卡尔·希尔珀特）以及大约14,000名拉脱维亚人。许多狂热的纳粹分子和拉脱维亚民族主义者逃入了森林中继续抵抗。
苏联人拘留了所有16岁至60岁之间的男性，并进行了大量的森林砍伐活动，焚烧大片森林以驱逐抵抗者。